# San Giorgio a Cremano
San Giorgio a Cremano község (comune) Olaszország Campania régiójában, Nápoly megyében. Itt született Massimo Troisi világhírű olasz színész, rendező.

## Fekvése
Nápolytól keletre fekszik, a Vezúv és a tenger között. Határai: Ercolano, Nápoly, Portici és San Sebastiano al Vesuvio. A nápolyi agglomeráció része.

## Története
Első írásos emlékei 993-ból származnak, amikor felépült a település első kápolnája Szent György tiszteletére, aki a mai napig a település védőszentje. A kápolnát az egész településsel együtt a Vezúv 1631-es kitörése elpusztította. Csak később, III. Károly nápolyi király uralkodása idején népesült be ismét, amikor a vidéket királyi birtokká tették. A Bourbon-ház uralkodása alatt számos nápolyi nemesi család épített palotát (villa) ezen a vidéken (Bruno, Vanucchi, Tufarelli, Pignatelli). Ezen villák nagy részét napjainkban restaurálták és megnyitották a nagyközönség számára. A Nápolytól Ercolanóig húzódó Vezúvi villák sorának részét képezik.

## Népessége
A népesség számának alakulása:

## Főbb látnivalói
- Villa Tufarelli
- Villa Bruno
- Madonna dell’Addolorata-templom
- San Giorgio Vecchio-templom